# Liste des héritiers du trône britannique
Cet article donne la liste des héritiers du trône britannique depuis l'Acte d'Union de 1707. Les règles de succession fixées par l'Acte d'Établissement de 1701 excluent les catholiques du trône au bénéfice des seuls protestants. Jusqu'en 2012, les hommes, au même degré de parenté, ont toujours été prioritaires sur les femmes pour l'accession au trône, en vertu de la primogéniture cognatique avec préférence masculine. Les héritiers mâles portent les titres de prince de Galles et de duc de Cornouailles (en Angleterre) et de duc de Rothesay (en Écosse), créés respectivement en 1301, 1337 et 1398 sur décision des rois Édouard Ier, Édouard III et Robert III en faveur du premier descendant mâle du monarque.

## Liste des héritiers par dynastie
Le nom de la dynastie indiqué se réfère au souverain alors en place. Les héritiers peuvent appartenir à d'autres dynasties.
Les héritiers qui sont montés par la suite sur le trône sont indiqués en gras.
Les héritiers qui ont été faits princes de Galles sont marqués par l'emblème officiel de trois plumes. 

### Maison Stuart (1707-1714)
Avec l'avènement d'Anne sur le trône britannique le 1er mai 1707, la liste des héritiers des trônes britannique et d'Irlande se confond jusqu'à l'Acte d'Union du 1er janvier 1801.
| Héritier | Héritier                                     | Parenté avec le monarque | Devient héritier             | Cesse d'être héritier       | Durée                    | 2e dans l'ordre de succession parenté avec l'héritier, dates | Nom du monarque dates de règne      |
| Portrait | Nom                                          | Parenté avec le monarque | Devient héritier             | Cesse d'être héritier       | Durée                    | 2e dans l'ordre de succession parenté avec l'héritier, dates | Nom du monarque dates de règne      |
| -------- | -------------------------------------------- | ------------------------ | ---------------------------- | --------------------------- | ------------------------ | ------------------------------------------------------------ | ----------------------------------- |
|          | Sophie de Bohême                             | cousine                  | 1er mai 1707 Acte d'Union    | 8 juin 1714 son décès       | 7 ans, 1 mois et 7 jours | George, électeur de Hanovre son fils                         | Anne (1er mai 1707 - 1er août 1714) |
|          | George, électeur de Hanovre futur George Ier | cousin                   | 8 juin 1714 décès de sa mère | 1er août 1714 son avènement | 1 mois et 24 jours       | George, duc de Cambridge son fils                            | Anne (1er mai 1707 - 1er août 1714) |

### Maison de Hanovre (1714-1901)
Avec l'avènement de George Ier de Hanovre sur le trône britannique le 1er août 1714, la liste des héritiers des trônes britannique et de Hanovre se confond jusqu'à l'avènement de Guillaume IV le 26 juin 1830.
| Héritier                                                                       | Héritier                                           | Parenté avec le monarque | Devient héritier                       | Cesse d'être héritier                         | Durée                       | 2e dans l'ordre de succession parenté avec l'héritier, dates                    | Nom du monarque dates de règne                 |
| Portrait                                                                       | Nom                                                | Parenté avec le monarque | Devient héritier                       | Cesse d'être héritier                         | Durée                       | 2e dans l'ordre de succession parenté avec l'héritier, dates                    | Nom du monarque dates de règne                 |
| ------------------------------------------------------------------------------ | -------------------------------------------------- | ------------------------ | -------------------------------------- | --------------------------------------------- | --------------------------- | ------------------------------------------------------------------------------- | ---------------------------------------------- |
|                                                                                | George, prince de Galles futur George II           | fils                     | 1er août 1714 avènement de son père    | 22 juin 1727 son avènement                    | 12 ans, 10 mois et 21 jours | Frédéric, duc d'Édimbourg son fils                                              | George Ier (1er août 1714 - 22 juin 1727)      |
|                                                                                | Frédéric, prince de Galles                         | fils                     | 22 juin 1727 avènement de son père     | 31 mars 1751 son décès                        | 23 ans, 9 mois et 9 jours   | William, duc de Cumberland son frère (22 juin 1727 - 31 juillet 1737)           | George II (22 juin 1727 - 25 octobre 1760)     |
| Augusta sa fille (31 juillet 1737 - 4 juin 1738)                               | Frédéric, prince de Galles                         | fils                     | 22 juin 1727 avènement de son père     | 31 mars 1751 son décès                        | 23 ans, 9 mois et 9 jours   |                                                                                 | George II (22 juin 1727 - 25 octobre 1760)     |
| George son fils (4 juin 1738 - 31 mars 1751)                                   | Frédéric, prince de Galles                         | fils                     | 22 juin 1727 avènement de son père     | 31 mars 1751 son décès                        | 23 ans, 9 mois et 9 jours   |                                                                                 | George II (22 juin 1727 - 25 octobre 1760)     |
|                                                                                | George, prince de Galles futur George III          | petit-fils               | 31 mars 1751 décès de son père         | 25 octobre 1760 son avènement                 | 9 ans, 6 mois et 24 jours   | Édouard-Auguste, duc d'York et d'Albany son frère                               | George II (22 juin 1727 - 25 octobre 1760)     |
|                                                                                | Édouard-Auguste, duc d'York et d'Albany            | frère                    | 25 octobre 1760 avènement de son frère | 12 août 1762 naissance de son neveu           | 1 an, 9 mois et 18 jours    | William Henry son frère                                                         | George III (25 octobre 1760 - 29 janvier 1820) |
|                                                                                | George, prince de Galles futur George IV           | fils                     | 12 août 1762 sa naissance              | 29 janvier 1820 son avènement                 | 57 ans, 5 mois et 17 jours  | Édouard-Auguste, duc d'York et d'Albany son oncle (12 août 1762 - 16 août 1763) | George III (25 octobre 1760 - 29 janvier 1820) |
| Frédéric, duc d'York et d'Albany son frère (16 août 1763 - 7 janvier 1796)     | George, prince de Galles futur George IV           | fils                     | 12 août 1762 sa naissance              | 29 janvier 1820 son avènement                 | 57 ans, 5 mois et 17 jours  |                                                                                 | George III (25 octobre 1760 - 29 janvier 1820) |
| Charlotte de Galles sa fille (7 janvier 1796 - 6 novembre 1817)                | George, prince de Galles futur George IV           | fils                     | 12 août 1762 sa naissance              | 29 janvier 1820 son avènement                 | 57 ans, 5 mois et 17 jours  |                                                                                 | George III (25 octobre 1760 - 29 janvier 1820) |
| Frédéric, duc d'York et d'Albany son frère (6 novembre 1817 - 29 janvier 1820) | George, prince de Galles futur George IV           | fils                     | 12 août 1762 sa naissance              | 29 janvier 1820 son avènement                 | 57 ans, 5 mois et 17 jours  |                                                                                 | George III (25 octobre 1760 - 29 janvier 1820) |
|                                                                                | Frédéric, duc d'York et d'Albany                   | frère                    | 29 janvier 1820 avènement de son frère | 5 janvier 1827 son décès                      | 6 ans, 11 mois et 7 jours   | Guillaume, duc de Clarence son frère                                            | George IV (29 janvier 1820 - 26 juin 1830)     |
|                                                                                | Guillaume, duc de Clarence futur Guillaume IV      | frère                    | 5 janvier 1827 décès de son frère      | 26 juin 1830 son avènement                    | 3 ans, 5 mois et 21 jours   | Alexandrina Victoria de Kent sa nièce                                           | George IV (29 janvier 1820 - 26 juin 1830)     |
|                                                                                | Alexandrina Victoria de Kent future Victoria       | nièce                    | 26 juin 1830 avènement de son oncle    | 20 juin 1837 son avènement                    | 6 ans, 11 mois et 25 jours  | Ernest-Auguste, duc de Cumberland et Teviotdale son oncle                       | Guillaume IV (26 juin 1830 - 20 juin 1837)     |
|                                                                                | Ernest-Auguste, roi de Hanovre                     | oncle                    | 20 juin 1837 avènement de sa nièce     | 21 novembre 1840 naissance de sa petite-nièce | 3 ans, 5 mois et 1 jour     | Georges de Hanovre son fils                                                     | Victoria (20 juin 1837 - 22 janvier 1901)      |
|                                                                                | Victoria, princesse royale                         | fille                    | 21 novembre 1840 sa naissance          | 9 novembre 1841 naissance de son frère        | 11 mois et 19 jours         | Ernest-Auguste, roi de Hanovre son grand-oncle                                  | Victoria (20 juin 1837 - 22 janvier 1901)      |
|                                                                                | Albert-Édouard, prince de Galles futur Édouard VII | fils                     | 9 novembre 1841 sa naissance           | 22 janvier 1901 son avènement                 | 59 ans, 2 mois et 13 jours  | Victoria, princesse royale sa sœur (9 novembre 1841 - 6 août 1844)              | Victoria (20 juin 1837 - 22 janvier 1901)      |
| Alfred son frère (6 août 1844 - 8 janvier 1864)                                | Albert-Édouard, prince de Galles futur Édouard VII | fils                     | 9 novembre 1841 sa naissance           | 22 janvier 1901 son avènement                 | 59 ans, 2 mois et 13 jours  |                                                                                 | Victoria (20 juin 1837 - 22 janvier 1901)      |
| Albert Victor, duc de Clarence son fils (8 janvier 1864 - 14 janvier 1892)     | Albert-Édouard, prince de Galles futur Édouard VII | fils                     | 9 novembre 1841 sa naissance           | 22 janvier 1901 son avènement                 | 59 ans, 2 mois et 13 jours  |                                                                                 | Victoria (20 juin 1837 - 22 janvier 1901)      |
| George, duc d'York son fils (14 janvier 1892 - 22 janvier 1901)                | Albert-Édouard, prince de Galles futur Édouard VII | fils                     | 9 novembre 1841 sa naissance           | 22 janvier 1901 son avènement                 | 59 ans, 2 mois et 13 jours  |                                                                                 | Victoria (20 juin 1837 - 22 janvier 1901)      |

### Maison de Saxe-Cobourg-Gotha, puis Windsor (depuis 1901)[1]
| Héritier                                                             | Héritier                                            | Parenté avec le monarque | Devient héritier                       | Cesse d'être héritier          | Durée                      | 2e dans l'ordre de succession parenté avec l'héritier, dates | Nom du monarque dates de règne                   |
| Portrait                                                             | Nom                                                 | Parenté avec le monarque | Devient héritier                       | Cesse d'être héritier          | Durée                      | 2e dans l'ordre de succession parenté avec l'héritier, dates | Nom du monarque dates de règne                   |
| -------------------------------------------------------------------- | --------------------------------------------------- | ------------------------ | -------------------------------------- | ------------------------------ | -------------------------- | ------------------------------------------------------------ | ------------------------------------------------ |
|                                                                      | George, prince de Galles futur George V             | fils                     | 22 janvier 1901 avènement de son père  | 6 mai 1910 son avènement       | 9 ans, 3 mois et 14 jours  | Édouard de Galles son fils                                   | Édouard VII (22 janvier 1901 - 6 mai 1910)       |
|                                                                      | Édouard, prince de Galles futur Édouard VIII        | fils                     | 6 mai 1910 avènement de son père       | 20 janvier 1936 son avènement  | 25 ans, 8 mois et 14 jours | Albert, duc d'York son frère                                 | George V (6 mai 1910 - 20 janvier 1936)          |
|                                                                      | Albert, duc d'York futur George VI                  | frère                    | 20 janvier 1936 avènement de son frère | 11 décembre 1936 son avènement | 10 mois et 21 jours        | Élisabeth d'York sa fille                                    | Édouard VIII (20 janvier - 11 décembre 1936)     |
|                                                                      | Élisabeth, duchesse d'Édimbourg future Élisabeth II | fille                    | 11 décembre 1936 avènement de son père | 6 février 1952 son avènement   | 15 ans, 1 mois et 26 jours | Margaret sa sœur (11 décembre 1936 - 14 novembre 1948)       | George VI (11 décembre 1936 - 6 février 1952)    |
| Charles d'Édimbourg son fils (14 novembre 1948 - 6 février 1952)     | Élisabeth, duchesse d'Édimbourg future Élisabeth II | fille                    | 11 décembre 1936 avènement de son père | 6 février 1952 son avènement   | 15 ans, 1 mois et 26 jours |                                                              | George VI (11 décembre 1936 - 6 février 1952)    |
|                                                                      | Charles, prince de Galles futur Charles III         | fils                     | 6 février 1952 avènement de sa mère    | 8 septembre 2022 son avènement | 70 ans, 7 mois et 2 jours  | Anne sa sœur (6 février 1952 - 19 février 1960)              | Élisabeth II (6 février 1952 - 8 septembre 2022) |
| Andrew son frère (19 février 1960 - 21 juin 1982)                    | Charles, prince de Galles futur Charles III         | fils                     | 6 février 1952 avènement de sa mère    | 8 septembre 2022 son avènement | 70 ans, 7 mois et 2 jours  |                                                              | Élisabeth II (6 février 1952 - 8 septembre 2022) |
| William, duc de Cambridge son fils (21 juin 1982 - 8 septembre 2022) | Charles, prince de Galles futur Charles III         | fils                     | 6 février 1952 avènement de sa mère    | 8 septembre 2022 son avènement | 70 ans, 7 mois et 2 jours  |                                                              | Élisabeth II (6 février 1952 - 8 septembre 2022) |
|                                                                      | William, prince de Galles                           | fils                     | 8 septembre 2022 avènement de son père | en fonction                    | 2 ans, 11 mois et 2 jours  | George de Galles son fils (depuis le 8 septembre 2022)       | Charles III (depuis le 8 septembre 2022)         |